# Åke Seberg

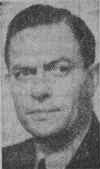
Åke Seberg

Åke Ragnar Seberg, född 8 oktober 1905 i Landskrona, död 14 januari 1982 i Borlänge, var en svensk arkitekt.
Seberg, som var son till disponent Carl Seberg, avlade studentexamen i Landskrona 1925 samt utexaminerades från Kungliga Tekniska högskolan 1931 och från Kungliga Konsthögskolan 1935. Han genomgick Byggnadsstyrelsens stadsplanekurs 1935. Han var anställd vid Kooperativa förbundets arkitektkontor 1931–1935, vid länsarkitektkontoret i Jönköping 1936–1938, biträdande länsarkitekt i Karlskrona 1938–1939, länsarkitekt i Västernorrlands län 1940–1953 och i Södermanlands län 1954–1968. 
Seberg var styrelseledamot i Västernorrlands läns bostadskreditförening, dövstumskolan i Härnösand och i Kulturhistoriska föreningen Murberget samt senare ordförande i Nyköpings naturvårdskommittés arbetsutskott och styrelseledamot i Södermanlands läns hembygds- och museiförbund.